# Bengt Dahlman
Bengt Vilhelm Dahlman, född 23 juni 1894 i Stockholm, död 15 juni 1981 i Göteborg, var en svensk kemiingenjör.
Dahlman, som var son till bildhuggare Johan Wilhelm Dahlman och Hilma Amanda Herrström, utexaminerades från Kungliga Tekniska högskolan 1920. Han var kemist och driftsingenjör vid AB Kemiska fabriken lon i Stockholm 1918–1920, vid Avesta Sulfat och Trävaru AB 1920, assistent vid Statens Provningsanstalt i Stockholm 1921, blev ingenjör vid Stockholms gasverk 1921, vid Svenska gasverksföreningen 1927, överingenjör vid Malmö gasverk 1931 och vid Göteborgs gasverk från 1940.
Dahlman var ledamot av styrelsen för Svenska gasverksföreningen från 1935, vice ordförande 1937–1939 samt från 1943, ordförande 1940–1942, ledamot av styrelsen för Gas- och koksverkens ekonomiska förening från 1939 och ledamot av styrelsen för Göteborgs Vedinköps AB från 1942. Han är begravd på Kvibergs kyrkogård i Göteborg.